# Giro del Piemonte 1941
Il Giro del Piemonte 1941, trentatreesima edizione della corsa, si svolse il 22 giugno 1941 su un percorso di 269,3 km con partenza e arrivo a Torino. Fu vinto dall'italiano Aldo Bini, che completò il percorso in 8h39'02" precedendo in volata i connazionali Gino Bartali e Osvaldo Bailo. Su 57 ciclisti al via (dei 67 iscritti), 32 portarono a termine la corsa.

## Percorso
Percorso invariato rispetto all'edizione 1940. Dopo il ritrovo presso la sede della Gazzetta del Popolo, quotidiano organizzatore, la corsa partì da Corso Giulio Cesare per volgere subito in direzione nord-est verso Chivasso; dopo il passaggio da Biella e le due salite di Pettinengo e Mosso Santa Maria, si scese verso Cossato attraversando poi Vercelli (km 136) e Casale Monferrato (km 166). Iniziò quindi la seconda parte di corsa, con diverse brevi asperità sulle colline monferrine e torinesi: si transitò nell'ordine da Moncalvo (salita), Asti, Cortanze, Castelnuovo Don Bosco, Moriondo (salita) e La Rezza (salita). La prova si concluse dopo 269,3 km al Motovelodromo di Corso Casale.

## Ordine d'arrivo (Top 10)
| Pos. | Corridore          | Squadra   | Tempo    |
| ---- | ------------------ | --------- | -------- |
| 1    | Aldo Bini          | Viscontea | 8h39'02" |
| 2    | Gino Bartali       | Legnano   | s.t.     |
| 3    | Osvaldo Bailo      | Gerbi     | s.t.     |
| 4    | Pierino Favalli    | Legnano   | s.t.     |
| 5    | Mario De Benedetti | Legnano   | s.t.     |
| 6    | Severino Canavesi  | Gloria    | s.t.     |
| 7    | Mario Ricci        | Legnano   | s.t.     |
| 8    | Enrico Mollo       | Olympia   | s.t.     |
| 9    | Guerrino Tomasoni  | Fréjus    | s.t.     |
| 10   | Quirico Bernacchi  | MVSN Roma | s.t.     |